# Cenário

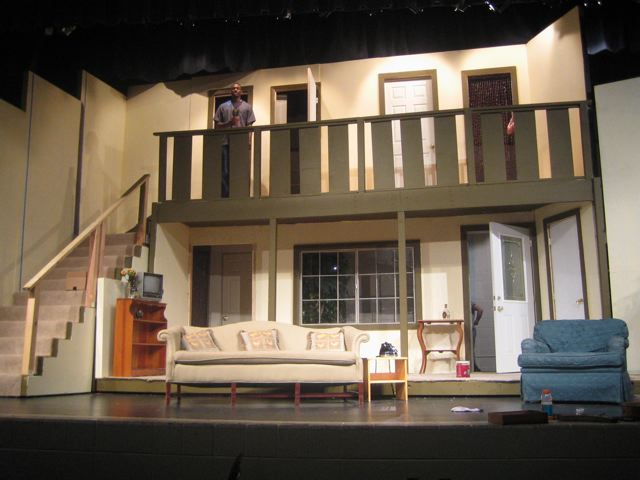
Cenário de um teatro

Cenário  é o espaço real ou virtual, onde a história se passa, pelo que fora   do teatro e do cinema, se fala de  cenário cultural, cenário histórico, cenário econômico, etc. No teatro, é o conjunto de elementos que decoram o palco em uma apresentação.

## Entretenimento
Um cenário,  a cena em grego: skené, ou a decoração em  (em francês: décor), é composto de elementos físicos e/ou virtuais que definem o espaço cênico, bem como todos os objetos no seu interior, como cores, texturas, estilos, mobiliário e pequenos objetos, todos com a finalidade de caracterizar a personagem, e tendo como base os perfis psicológico e econômico determinados na sinopse ou em um briefing.
O termo cenário, ou cena (em grego: skené) também é usado para definir um elemento arquitetônico específico dos antigos teatros gregos, localizado detrás do proscênio e constituído de uma parede de alvenaria decorada com estatuária, colunas e pórticos, simulando um edifício real.

## Estratégico
A partir da identificação das variáveis críticas, pode-se conhecer os fatores que alteram o futuro, tornando possível elaborar cenários estratégicos, ou seja prever as possibilidades(cenários) a fim de elaborar estratégias para cada cenário e se preparar para quando o futuro chegar. O planejamento por cenários não elimina a incerteza, mas ajuda a evitar o impacto do elemento surpresa. O planejamento por cenários evita os riscos de se fixar em apenas uma única possibilidade.